# Football Club Internazionale Milano 2020-2021 (femminile)
Questa voce raccoglie le informazioni riguardanti la squadra femminile del Football Club Internazionale Milano nelle competizioni ufficiali della stagione 2020-2021.

## Stagione

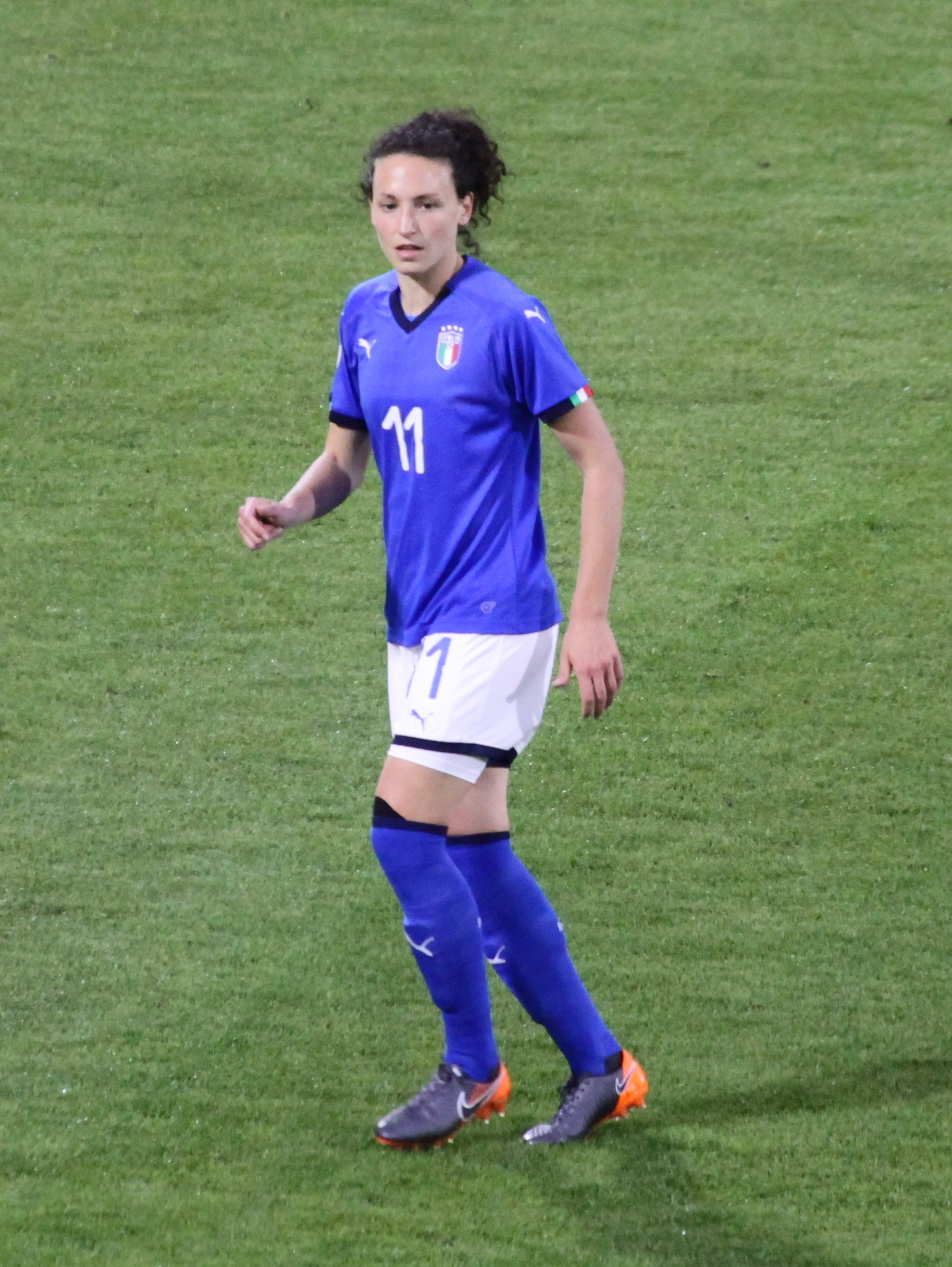
Ilaria Mauro, volto nuovo dell'Inter, con la maglia della nazionale italiana

La squadra nerazzurra si presenta ai blocchi di partenza della sua seconda stagione in Serie A dopo essere finita fuori dalla prima metà della classifica nella stagione precedente, quella d'esordio in massima serie, chiusa al 7º posto con cinque vittorie in 16 gare disputate; una stagione contrassegnata dallo stop definitivo del campionato con sei turni ancora da disputare, a causa della pandemia di COVID-19. Confermato il tecnico Attilio Sorbi, non continuano invece la loro esperienza in nerazzurro Eleonora Goldoni, Silvia Pisano (mai utilizzata nella stagione precedente) e Roberta D'Adda, ritiratesi dal calcio giocato, Ella Van Kerkhoven, oltre a Laura Capucci, Irene Santi e Sofia Colombo, mandate in prestito. Vengono promosse in prima squadra dalla formazione Primavera di Sebastián de la Fuente due classe 2002: la difensore Bianca Vergani e la centrocampista Anna Catelli. Il 6 luglio viene annunciato il primo acquisto: l'attaccante trentaduenne Ilaria Mauro, proveniente dalla Fiorentina, nazionale azzurra nel precedente Mondiale e nei due precedenti Europei, mentre due giorni dopo arriva la centrocampista Flaminia Simonetti, reduce da una stagione in prestito all'Empoli, in prestito dalla Roma. Il 21 luglio arriva la prima straniera: l'attaccante danese Caroline Møller dal Fortuna Hjørring. Il ritiro precampionato viene svolto a Châtillon, in Valle d'Aosta, nella settimana dal 1º all'8 agosto. Durante questo periodo arriva in nerazzurro anche un difensore, la nazionale brasiliana Kathellen dalle francesi del Bordeaux.
Dato l'obbligo di disputare le gare senza pubblico, la società di viale della Liberazione opta per giocare le proprie gare interne non più allo Stadio Felice Chinetti di Solbiate Arno, ma al Suning Youth Development Centre in Memory of Giacinto Facchetti di Milano; alla 2ª giornata (prima casalinga) è di casa invece allo Stadio Ernesto Breda di Sesto San Giovanni.
Il campionato delle interiste inizia il 23 agosto, con una netta sconfitta per 4-0 in trasferta sul campo della Fiorentina (stesso risultato della gara a Firenze dell'anno precedente). Dopo un'altra pesante battuta d'arresto in casa contro il Sassuolo, il 6 settembre, alla terza giornata, arriva il primo successo, per 2-1 in casa del Verona. Al rientro dalla sosta per le nazionali, il 3 ottobre, l'Inter ottiene il primo pareggio, per 1-1 sul campo della neopromossa Napoli; il risultato viene poi trasformato in una vittoria a tavolino per le nerazzurre con il risultato di 3-0 per la violazione di due norme federali da parte del club campano. Il girone di andata viene chiuso come nella stagione precedente soltanto all'8º posto, con 4 vittorie, 2 pareggi e 5 sconfitte, un pareggio in meno e una vittoria in più rispetto al bottino del 2019-2020. Non va meglio in quello di ritorno, dove la squadra non riesce a migliorare il suo piazzamento, terminando 8ª la sua seconda stagione in massima serie (la prima completata) con 7 vittorie, 4 pareggi e 11 sconfitte, tra le quali il 5-0 subito all'ultima giornata a Vinovo contro la Juventus già campione d'Italia (che chiude a punteggio pieno), sconfitta con il peggior scarto della storia delle nerazzurre.
In Coppa Italia, a causa della modifica del format della competizione, l'Inter (come tutte le squadre di massima serie) parte da una fase a gironi a tre squadre, con gare di sola andata, che qualifica la vincitrice ai quarti di finale. Le nerazzurre, in virtù del piazzamento tra le prime otto nel campionato precedente, sono inserite in prima fascia di sorteggio e riposano alla prima giornata, ma devono disputare entrambe le gare del loro girone (il B) in trasferta, contro le compagini di Serie B di Lazio e Brescia. Vittoriosa per 4-0 contro le Leonesse il 18 novembre, quattro giorni dopo l'Inter non va oltre il 3-3 sul campo delle biancocelesti, ma riesce a qualificarsi per la prima volta nella sua storia ai quarti di finale in virtù della miglior differenza reti nei confronti della Lazio, vittoriosa per 3-1 all'esordio sul terreno del Brescia. Nei quarti, da giocare su andata e ritorno, con ritorno in trasferta in virtù del peggior piazzamento in classifica nella Serie A 2019-2020, l'avversaria sorteggiata è la Fiorentina. Le nerazzurre riescono ad eliminare le viola, finaliste nelle precedenti tre edizioni portate a termine, grazie al 2-0 dell'andata in casa, che rende ininfluente la sconfitta per 1-0 al ritorno all'Artemio Franchi, guadagnandosi la semifinale, un derby di Milano contro il Milan (affrontato per la terza volta in tre edizioni della competizione), sempre con andata in casa e ritorno in trasferta. Dopo una vittoria per 2-1 all'andata in casa il 14 marzo, l'Inter viene sconfitta nella gara di ritorno per 4-2, oltre un mese dopo, il 24 aprile, e saluta così la competizione, precludendosi inoltre la possibilità di partecipare alla successiva Supercoppa italiana, ampliata a quattro squadre.

## Divise e sponsor
Lo sponsor tecnico per la stagione 2020-2021 è Nike, mentre gli sponsor ufficiali sono il main sponsor Pirelli e il back sponsor Driver. La maglia home presenta un motivo a zig-zag con righe spesse verticali nero-azzurre, che si ispirano al biscione, storico simbolo interista. Sui fianchi sono presenti bande nere, neri sono anche i pantaloncini, mentre blu i calzettoni. La parola "Inter" è presente all'interno della maglia e sui calzettoni. La maglia away è invece di colore bianco ed è caratterizzata da un motivo a rete con righe sottili nero-azzurre, presente anche sulle maniche e sul retro, ispirato al postmodernismo milanese degli anni 1980; il colletto, che ha uno scollo a V, è nero-azzurro. Sia i pantaloncini sia i calzettoni sono bianchi; su questi ultimi è presente la parola "Inter". La maglia third, ispirata alla jersey culture degli anni 1990, presenta strisce orizzontali di colore nero e grigio scuro ed è impreziosita da dettagli gialli; la finitura dello scollo e i bordi delle maniche sono blu. Sulla nuca è presente un'etichetta con la scritta "Inter Milano". I pantaloncini e i calzettoni sono neri.
Il 7 aprile 2021 è stata presentata una speciale quarta maglia, parte della collezione ideata per il lancio del nuovo logo del club, in uso dalla stagione 2021-2022 e che fa il suo esordio su questa divisa. La maglia, ispirata all'attitudine visionaria dell'artista futurista Giorgio Muggiani, presenta un intreccio di forme geometriche e utilizza quattro colori: il giallo, il bianco, il nero e l'azzurro. Lo sponsor ufficiale è posizionato in verticale su una striscia nera che occupa il fianco sinistro della casacca.
| Casa | Trasferta | Terza divisa | Quarta divisa |

Per i portieri sono state realizzate quattro divise, tutte con lo stesso template, nelle varianti grigio, verde, arancione e nero.
| 1ª portiere | 2ª portiere | 3ª portiere | 4ª portiere |

## Organigramma societario
Area sportiva
- Women Football Project Manager: Ilaria Pasqui[34]

Area tecnica
- Allenatore: Attilio Sorbi
- Allenatore in seconda: Simona Zani
- Preparatore dei portieri: Piero Antonio Bosaglia
- Preparatore atletico: Filippo Sdringola
- Dottore: Francesco Toscani
- Nutrizionista: Natale Gentile
- Fisioterapista: Mattia Sagona
- Fisioterapista: Francesca Sironi

## Rosa
| N. |                      | Ruolo | Calciatrice              |
| -- | -------------------- | ----- | ------------------------ |
| 1  | Italia (bandiera)    | P     | Roberta Aprile           |
| 2  | Italia (bandiera)    | D     | Francesca Quazzico       |
| 6  | Rep. Ceca (bandiera) | D     | Eva Bartoňová            |
| 7  | Italia (bandiera)    | A     | Gloria Marinelli         |
| 8  | Italia (bandiera)    | C     | Martina Brustia          |
| 9  | Italia (bandiera)    | A     | Regina Baresi (capitano) |
| 10 | Italia (bandiera)    | C     | Alice Regazzoli          |
| 11 | Italia (bandiera)    | D     | Caterina Fracaros        |
| 12 | Italia (bandiera)    | P     | Astrid Gilardi           |
| 13 | Italia (bandiera)    | D     | Beatrice Merlo           |
| 14 | Brasile (bandiera)   | D     | Kathellen                |
| 15 | Finlandia (bandiera) | C     | Linda Nyman              |
| 16 | Danimarca (bandiera) | A     | Caroline Møller          |

| N. |                      | Ruolo | Calciatrice                      |
| -- | -------------------- | ----- | -------------------------------- |
| 17 | Francia (bandiera)   | D     | Julie Debever                    |
| 18 | Italia (bandiera)    | C     | Marta Pandini                    |
| 19 | Italia (bandiera)    | C     | Lisa Alborghetti (vice-capitano) |
| 20 | Italia (bandiera)    | C     | Flaminia Simonetti               |
| 21 | Italia (bandiera)    | P     | Chiara Marchitelli               |
| 22 | Italia (bandiera)    | C     | Anna Catelli                     |
| 23 | Finlandia (bandiera) | D     | Anna Auvinen                     |
| 24 | Italia (bandiera)    | C     | Matilde Pavan                    |
| 25 | Italia (bandiera)    | C     | Valentina Gallazzi               |
| 27 | Italia (bandiera)    | A     | Stefania Tarenzi                 |
| 29 | Italia (bandiera)    | A     | Ilaria Mauro                     |
| 30 | Italia (bandiera)    | D     | Bianca Vergani                   |
| 93 | Colombia (bandiera)  | C     | Yoreli Rincón                    |

## Calciomercato

### Sessione estiva
| Acquisti | Acquisti           | Acquisti         | Acquisti      |
| R.       | Nome               | da               | Modalità      |
| -------- | ------------------ | ---------------- | ------------- |
| D        | Kathellen          | Bordeaux         | definitivo    |
| C        | Flaminia Simonetti | Roma             | prestito      |
| A        | Ilaria Mauro       | Fiorentina       | definitivo    |
| A        | Caroline Møller    | Fortuna Hjørring | definitivo    |
| D        | Elena Crespi       | Real Meda        | fine prestito |
| A        | Alessia Rognoni    | Riozzese         | fine prestito |

| Cessioni | Cessioni           | Cessioni        | Cessioni   |
| R.       | Nome               | a               | Modalità   |
| -------- | ------------------ | --------------- | ---------- |
| D        | Laura Capucci      | Ravenna         | prestito   |
| D        | Elena Crespi       | Ravenna         | prestito   |
| D        | Roberta D'Adda     |                 | ritiro     |
| C        | Sofia Colombo      | Verona          | prestito   |
| C        | Silvia Pisano      |                 | ritiro     |
| C        | Irene Santi        | Verona          | prestito   |
| A        | Elisa Carravetta   | Pink Sport Time | prestito   |
| A        | Eleonora Goldoni   | Napoli          | definitivo |
| A        | Alessia Rognoni    | Riozzese Como   | prestito   |
| A        | Ella Van Kerkhoven | Gent            | definitivo |

### Sessione invernale
| Acquisti | Acquisti | Acquisti | Acquisti |
| R.       | Nome     | da       | Modalità |
| -------- | -------- | -------- | -------- |

| Cessioni | Cessioni           | Cessioni        | Cessioni   |
| R.       | Nome               | a               | Modalità   |
| -------- | ------------------ | --------------- | ---------- |
| D        | Nicole Costa       | Ravenna         | prestito   |
| D        | Francesca Quazzico | Pink Sport Time | prestito   |
| C        | Linda Nyman        | Dux Logroño     | definitivo |

## Risultati

### Serie A

#### Girone di andata
| Arbitro: | Marotta (Sapri) |

|                                                     |           |  |
| Sabatino 37’, 43’ (rig.) Mascarello 60’ Bonetti 61’ | Marcatori |  |

| Arbitro: | Kumara (Verona) |

|            |           |                                            |
| Møller 63’ | Marcatori | 9’ Tomaselli 37’, 50’ Pirone 90+1’ Dubcová |

| Arbitro: | Scarpa (Collegno) |

|                     |           |                   |
| Bragonzi 35’ (rig.) | Marcatori | 13’, 45+2’ Møller |

| Arbitro: | Moriconi (Roma 2) |

|              |           |               |
| Hjohlman 52’ | Marcatori | 12’ Bartoňová |

| Arbitro: | Gualtieri (Asti) |

|               |           |                 |
| Marinelli 69’ | Marcatori | 45+1’ Serturini |

| Arbitro: | Marotta (Sapri) |

|                                     |           |              |
| Dowie 5’, 29’ Giacinti 32’ Čonč 48’ | Marcatori | 7’ Marinelli |

| Arbitro: | Marcenaro (Genova) |

|                              |           |  |
| Marinelli 36’, 83’ Mauro 44’ | Marcatori |  |

| Arbitro: | Scatena (Avezzano) |

|                   |           |               |
| Prugna 58’ (rig.) | Marcatori | 51’ Marinelli |

| Arbitro: | Bordin (Bassano del Grappa) |

|                           |           |  |
| Catelli 45+1’ Tarenzi 57’ | Marcatori |  |

| Arbitro: | Di Marco (Ciampino) |

|             |           |  |
| Pugnali 24’ | Marcatori |  |

| Arbitro: | Zufferli (Udine) |

|  |           |                                                 |
|  | Marcatori | 54’ (rig.) Girelli 68’ Galli 87’ Junge Pedersen |

#### Girone di ritorno
| Arbitro: | Carrione (Castellammare di Stabia) |

|                          |           |                                          |
| Marinelli 1’ Tarenzi 78’ | Marcatori | 26’ Adami 64’ (rig.) Sabatino 84’ Middag |

| Arbitro: | Fiero (Pistoia) |

|            |           |  |
| Pirone 19’ | Marcatori |  |

| Arbitro: | Rutella (Enna) |

|           |           |  |
| Mauro 75’ | Marcatori |  |

| Milano 7 marzo 2021, ore 12:30 CET 15ª giornata | Inter              | 0 – 0 referto | Napoli | Suning Youth Development Centre in Memory of Giacinto Facchetti\| Arbitro: \| Frascaro (Firenze) \| |
| Arbitro:                                        | Frascaro (Firenze) |               |        | |

| Arbitro: | Vergaro (Bari) |

|                                               |           |                                         |
| Thomas 13’ Swaby 33’ Ciccotti 46’ Banusic 72’ | Marcatori | 61’ Tarenzi 77’ Pandini 90+3’ Marinelli |

| Arbitro: | Fiero (Pistoia) |

|            |           |                                    |
| Møller 11’ | Marcatori | 15’, 33’ (rig.), 38’, 65’ Giacinti |

| Arbitro: | Grasso (Ariano Irpino) |

|               |           |                          |
| Novellino 44’ | Marcatori | 59’ Simonetti 71’ Møller |

| Arbitro: | Milone (Taurianova) |

|                                |           |                               |
| Debever 27’ Marinelli 50’, 62’ | Marcatori | 77’ Prugna 86’ Acuti 89’ Knol |

| Arbitro: | Lovison (Padova) |

|                        |           |                                        |
| Menín 12’ Barbieri 84’ | Marcatori | 1’, 30’, 74’, 76’ Tarenzi 2’ Simonetti |

| Arbitro: | Madonia (Palermo) |

|  |           |                            |
|  | Marcatori | 50’ Martinovic 65’ Cantore |

| Arbitro: | Cascone (Nocera Inferiore) |

|                                                         |           |  |
| Gama 4’ Girelli 5’ Caruso 11’ Hyyrynen 19’ Stašková 74’ | Marcatori |  |

### Coppa Italia
| Arbitro: | Tricarico (Verona) |

|  |           |                                                  |
|  | Marcatori | 30’ Debever 39’ Møller 57’ Marinelli 90’ Tarenzi |

| Arbitro: | Silvera (Valdarno) |

|                                          |           |                                |
| Lipman 30’ Martín 47’ (rig.), 80’ (rig.) | Marcatori | 12’, 31’ Marinelli 28’ Tarenzi |

| Arbitro: | Delrio (Reggio Emilia) |

|                          |           |  |
| Bartoňová 26’ Møller 42’ | Marcatori |  |

| Arbitro: | Gualtieri (Asti) |

|           |           |  |
| Quinn 38’ | Marcatori |  |

| Arbitro: | Ricci (Firenze) |

|                         |           |              |
| Marinelli 4’ Møller 12’ | Marcatori | 14’ Giacinti |

| Arbitro: | Ferrieri Caputi (Livorno) |

|                                |           |                            |
| Boquete 8’, 14’ Dowie 79’, 86’ | Marcatori | 60’ Marinelli 90+1’ Møller |

## Statistiche

### Statistiche di squadra
| Competizione | Punti | In casa | In casa | In casa | In casa | In casa | In casa | In trasferta | In trasferta | In trasferta | In trasferta | In trasferta | In trasferta | Totale | Totale | Totale | Totale | Totale | Totale | DR  |
| Competizione | Punti | G       | V       | N       | P       | Gf      | Gs      | G            | V            | N            | P            | Gf           | Gs           | G      | V      | N      | P      | Gf     | Gs     | DR  |
| ------------ | ----- | ------- | ------- | ------- | ------- | ------- | ------- | ------------ | ------------ | ------------ | ------------ | ------------ | ------------ | ------ | ------ | ------ | ------ | ------ | ------ | --- |
| Serie A      | 25    | 11      | 3       | 3       | 5       | 14      | 20      | 11           | 4            | 1            | 6            | 17           | 24           | 22     | 7      | 4      | 11     | 31     | 44     | -13 |
| Coppa Italia | -     | 2       | 2       | 0       | 0       | 4       | 1       | 4            | 1            | 1            | 2            | 9            | 8            | 6      | 3      | 1      | 2      | 13     | 9      | +4  |
| Totale       | -     | 13      | 5       | 3       | 5       | 18      | 21      | 15           | 5            | 2            | 8            | 26           | 32           | 28     | 10     | 5      | 13     | 44     | 53     | -9  |

### Andamento in campionato
| Giornata  | 1 | 2 | 3 | 4 | 5 | 6 | 7 | 8 | 9 | 10 | 11 | 12 | 13 | 14 | 15 | 16 | 17 | 18 | 19 | 20 | 21 | 22 |
| --------- | - | - | - | - | - | - | - | - | - | -- | -- | -- | -- | -- | -- | -- | -- | -- | -- | -- | -- | -- |
| Luogo     | T | C | T | T | C | T | C | T | C | T  | C  | C  | T  | C  | C  | T  | C  | T  | C  | T  | C  | T  |
| Risultato | P | P | V | V | N | P | V | N | V | P  | P  | P  | P  | V  | N  | P  | P  | V  | N  | V  | P  | P  |
| Posizione | 8 | 9 | 7 | 7 | 7 | 7 | 6 | 7 | 5 | 5  | 8  | 8  | 8  | 8  | 8  | 8  | 8  | 8  | 7  | 7  | 8  | 8  |

Legenda:

Luogo: C = Casa; T = Trasferta. Risultato: V = Vittoria; N = Pareggio; P = Sconfitta.

### Statistiche delle giocatrici
| Giocatore      | Serie A  | Serie A | Serie A     | Serie A    | Coppa Italia | Coppa Italia | Coppa Italia | Coppa Italia | Totale   | Totale | Totale      | Totale     |
| Giocatore      | Presenze | Reti    | Ammonizioni | Espulsioni | Presenze     | Reti         | Ammonizioni  | Espulsioni   | Presenze | Reti   | Ammonizioni | Espulsioni |
| -------------- | -------- | ------- | ----------- | ---------- | ------------ | ------------ | ------------ | ------------ | -------- | ------ | ----------- | ---------- |
| L. Alborghetti | 18       | 0       | 2           | 0          | 4            | 0            | 1            | 0            | 22       | 0      | 3           | 0          |
| R. Aprile      | 9        | -20     | 0           | 0          | 2            | -3           | 0            | 0            | 11       | -23    | 0           | 0          |
| A. Auvinen     | 16       | 0       | 2           | 0          | 2            | 0            | 0            | 0            | 18       | 0      | 2           | 0          |
| R. Baresi      | 10       | 0       | 0           | 0          | 1            | 0            | 0            | 0            | 11       | 0      | 0           | 0          |
| E. Bartoňová   | 14       | 1       | 1           | 0          | 5            | 1            | 0            | 0            | 19       | 2      | 1           | 0          |
| M. Brustia     | 17       | 0       | 3           | 1          | 6            | 0            | 1            | 0            | 23       | 0      | 4           | 1          |
| A. Catelli     | 13       | 1       | 0           | 0          | 6            | 0            | 0            | 0            | 19       | 1      | 0           | 0          |
| J. Debever     | 10       | 1       | 0           | 0          | 5            | 1            | 0            | 0            | 15       | 2      | 0           | 0          |
| C. Fracaros    | 0        | 0       | 0           | 0          | 0            | 0            | 0            | 0            | 0        | 0      | 0           | 0          |
| V. Gallazzi    | 2        | 0       | 0           | 0          | 1            | 0            | 0            | 0            | 3        | 0      | 0           | 0          |
| A. Gilardi     | 4        | -9      | 0           | 0          | 4            | -6           | 0            | 0            | 8        | -15    | 0           | 0          |
| Kathellen      | 11       | 0       | 1           | 0          | 2            | 0            | 0            | 0            | 13       | 0      | 1           | 0          |
| C. Marchitelli | 10       | -16     | 0           | 0          | 0            | 0            | 0            | 0            | 10       | -16    | 0           | 0          |
| G. Marinelli   | 22       | 9       | 2           | 0          | 6            | 5            | 1            | 0            | 28       | 14     | 3           | 0          |
| I. Mauro       | 12       | 2       | 0           | 0          | 4            | 0            | 0            | 0            | 16       | 2      | 0           | 0          |
| B. Merlo       | 22       | 0       | 3           | 0          | 5            | 0            | 2            | 0            | 27       | 0      | 5           | 0          |
| C. Møller      | 20       | 5       | 1           | 0          | 6            | 4            | 0            | 0            | 26       | 9      | 1           | 0          |
| L. Nyman       | 0        | 0       | 0           | 0          | 0            | 0            | 0            | 0            | 0        | 0      | 0           | 0          |
| M. Pandini     | 20       | 1       | 0           | 0          | 5            | 0            | 2            | 0            | 25       | 1      | 2           | 0          |
| M. Pavan       | 4        | 0       | 0           | 0          | 3            | 0            | 0            | 0            | 7        | 0      | 0           | 0          |
| F. Quazzico    | 1        | 0       | 0           | 0          | 2            | 0            | 0            | 0            | 3        | 0      | 0           | 0          |
| A. Regazzoli   | 7        | 0       | 0           | 0          | 1            | 0            | 0            | 0            | 8        | 0      | 0           | 0          |
| Y. Rincón      | 16       | 0       | 2           | 0          | 6            | 0            | 1            | 0            | 22       | 0      | 3           | 0          |
| F. Simonetti   | 16       | 2       | 4           | 1          | 3            | 0            | 1            | 0            | 19       | 2      | 5           | 1          |
| S. Tarenzi     | 21       | 7       | 1           | 0          | 6            | 2            | 0            | 0            | 27       | 9      | 1           | 0          |
| B. Vergani     | 2        | 0       | 0           | 0          | 2            | 0            | 1            | 0            | 4        | 0      | 1           | 0          |

## Giovanili

### Organigramma
Area tecnica
- Primavera
  - Allenatore: Sebastián de la Fuente

### Piazzamenti
- Primavera:
  - Campionato: 2º nel girone 1. 3º posto nei play-off scudetto.
  - Torneo di Viareggio: Non disputato